# Vita privata di Sherlock Holmes
Vita privata di Sherlock Holmes (The Private Life of Sherlock Holmes) è un film del 1970 prodotto e diretto da Billy Wilder.
Si tratta di una commedia gialla con protagonista il  personaggio del detective Sherlock Holmes, ma basata su una storia originale, quindi non tratta dalle opere di Arthur Conan Doyle. Dalla sceneggiatura del film è stato tratto lo stesso anno un romanzo omonimo scritto da Michael e Mollie Hardwick.
La storia coinvolge Holmes e il dottor Watson in una vicenda spionistica in vista di un possibile conflitto che presagisce la Prima guerra mondiale. Nella trama vengono reinterpretate, sulla base di spunti dall'opera di Conan Doyle, alcune caratteristiche della vita personale del detective, in particolare il suo rapporto con le donne. Nel film appare anche il personaggio di Mycroft Holmes, fratello maggiore dell'investigatore.

## Trama
Fine Ottocento. Sherlock Holmes, dopo aver declinato l'offerta della stella della celebre compagnia di ballo dell'Impero russo di essere il padre della  propria prole, affermando come motivo la propria omosessualità e mentendo in proposito sulla natura della convivenza con Watson, non risponde a una precisa domanda dell'amico sull'argomento, lasciandolo nel dubbio.
Di lì a poco, una misteriosa donna trovata nelle acque del Tamigi in preda ad amnesia, e che risulta vittima di un'aggressione e del rapimento del marito, viene portata a casa dei due, essendo in possesso misteriosamente di un biglietto con il loro indirizzo. Le indagini di Holmes portano a Loch Ness, dove tra le presunte apparizioni del famoso mostro, il ritrovamento del cadavere dello scomparso e l'entrata in scena di suo fratello Mycroft, capo di una sezione dell'intelligence, la soluzione del mistero si rivela una nuova arma, uno dei primi sommergibili che l'Inghilterra sta sviluppando spiata dalle altre potenze.
Holmes apprenderà non senza dispiacere la vera identità della donna, invero una spia tedesca, alla quale aveva confidato la sua ritrosia ai rapporti sentimentali con l'altro sesso, dovuta a una passata esperienza dolorosa.

## Produzione
Il film fu girato a Londra e prodotto dalla Compton Films, Mirisch Corporation, Phalanx Productions e Sir Nigel Films.
Durante la lavorazione del film, l'attore Robert Stephens, all'epoca sposato con Maggie Smith, tentò il suicidio, causando una sosta forzata nelle riprese che fece temere per la realizzazione dell'opera.
Il mostro/sottomarino utilizzato per le riprese fu costruito da Wally Veevers, grande firma degli effetti speciali, e realizzato basandosi sulle testimonianze più in voga e possedeva così un lungo collo e due grosse gobbe, che avevano anche la funzione di favorire il galleggiamento dell'intera struttura. Il regista Billy Wilder però non apprezzò il design della creatura, chiedendo che le gobbe venissero rimosse. Gli fu detto che questo avrebbe probabilmente compromesso la galleggiabilità, ma il regista non cambiò idea. Il suo desiderio fu esaudito, ma il mostro artificiale si inabissò nel lago senza lasciare traccia di sé per oltre cinquant'anni. Fu ritrovato soltanto nell'aprile del 2016, grazie a un piccolo sottomarino telecomandato di una compagnia norvegese ingaggiata per monitorare il fondale del lago.

## Distribuzione
Distribuito dalla United Artists Corporation, il film nel Regno Unito venne presentato in prima a Londra il 3 dicembre 1970 con il titolo originale The Private Life of Sherlock Holmes. A quanto raccontò lo stesso Wilder, il film ebbe un'anteprima "disastrosa" e subì un taglio del 30% circa. I negativi delle scene mancanti sarebbero andati irrimediabilmente perduti. Wilder disse di tenere particolarmente al film, definendolo "il più elegante che avessi mai girato". Anche in Italia il film fu presentato con vari tagli, alcuni dei quali piuttosto evidenti nella resa del doppiaggio (ad esempio nei titoli di testa).
 Lo scrittore inglese Jonathan Coe ha raccontato in un articolo, Billy Wilder. Diario di un'ossessione, la sua personale relazione con il film e la sua ricerca dei fotogrammi delle scene perdute e della colonna sonora.
La prima messa in onda televisiva italiana su RAI Due nella primavera del 1977, quale film conclusivo il ciclo dedicato al regista Wilder
Per l'edizione in Blu-ray, il film è stato rinominato La vita privata di Sherlock Holmes.